# WPT-TOPAS
Der WPT-TOPAS (aus dem Polnischen Wóz pogotowia technicznego – Transportér Obrněný PÁSový; wörtlich auf Deutsch: Technisches Einsatzfahrzeug auf kettengetriebenem Transportpanzer) ist ein polnischer leichter Bergepanzer, der auf dem Transportpanzer OT-62 TOPAS basiert, der in der VR Polen und der Tschechoslowakei seit den 1960er-Jahren gefertigt wurde. Er dient als fahrende Werkstatt und hat die Aufgabe, liegen gebliebene Panzerfahrzeuge zu reparieren oder abzuschleppen.

## Entwicklungsgeschichte und Technik
Die amphibischen Kräfte der VR Polen forderten ein Bergefahrzeug, welches im Küstenbereich liegen gebliebene Panzer der Typen PT-76, BTR-50 oder OT-62-TOPAS abschleppen bzw. kleinere Reparaturen vor Ort durchführen konnte. Als Basis verwendete man den amphibischen OT-62A-Panzer, der eine polnisch-tschechoslowakische Gemeinschaftsentwicklung basierend auf dem sowjetischen BTR-50 darstellte.
Der Bergepanzer ist mit einer Winde ausgestattet, die mit ihrer Seillänge von 600 Metern Lasten von bis zu 2,5 Tonnen ziehen kann. Zusätzlich befindet sich ein manuell zu bedienender Kran an der linken Fahrzeugseite. Der nicht schwenkbar Kran ist eine einfache Konstruktion, mit welcher maximal 1000 kg angehoben werden können. Für das Auswechseln der Motoren der oben genannten Fahrzeuge ist dies aber ausreichend.
Das 300-PS-Antriebsaggregat beschleunigt das 15 Tonnen schwere Fahrzeug auf maximal 60 km/h. Zur Fortbewegung im Wasser dienen zwei Wasserstrahlöffnungen am Heck, die eine Maximalgeschwindigkeit von 10,8 km/h im Wasser ermöglichen.

## Ausrüstung
- 1 Hauptseilwinde mit max. 25 kN Zugkraft[3]
- 1 Kran mit einer Hubkraft von max. 10 kN[3]
- Gasschweißgeräte
- diverse Werkzeuge
- Handfeuerwaffen